# Dorfkirche Ließen

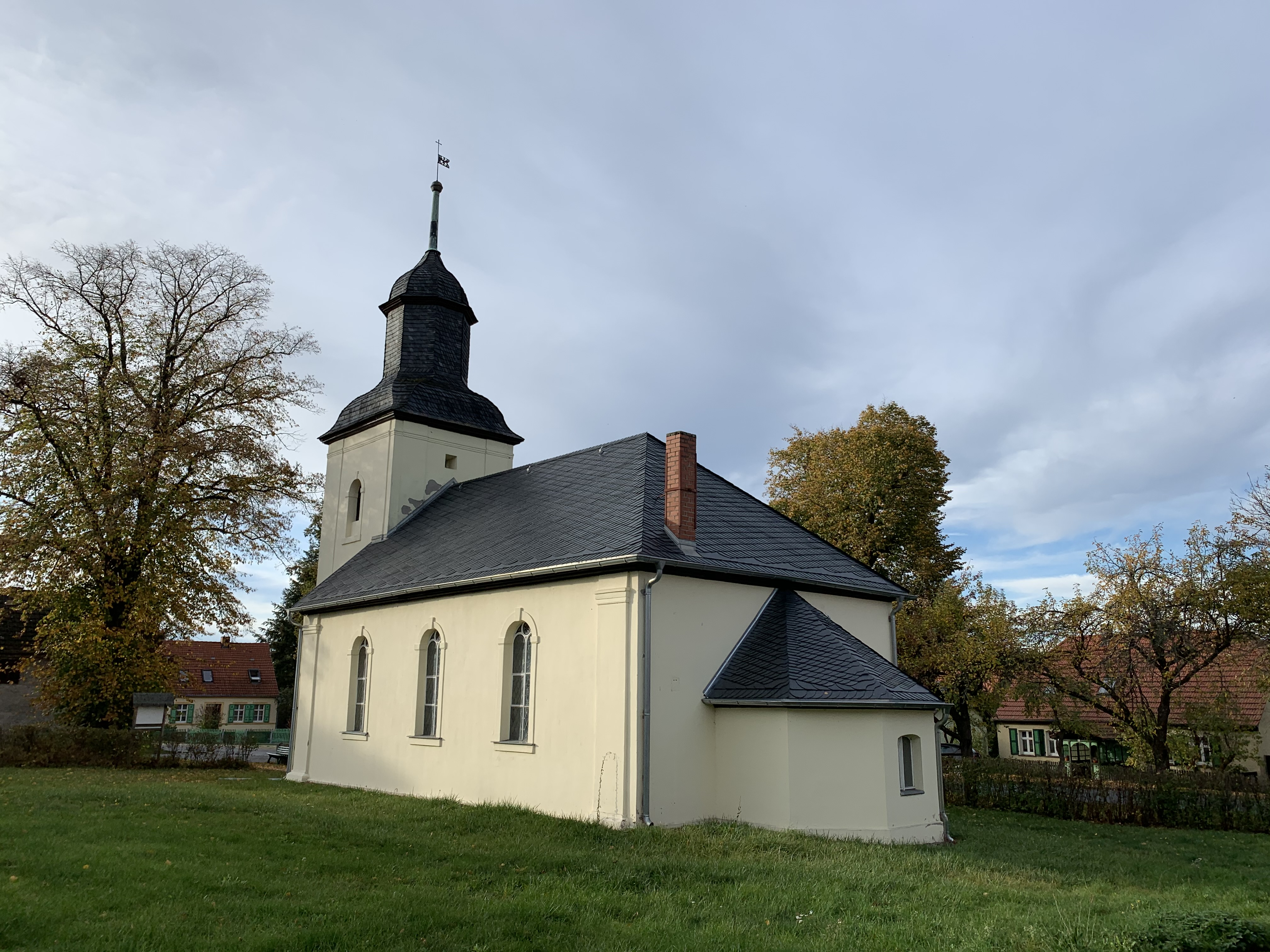
Dorfkirche Ließen

Die evangelische Dorfkirche Ließen ist eine Saalkirche aus dem späten 18. Jahrhundert in Ließen, einem Ortsteil der Stadt Baruth/Mark im Landkreis Teltow-Fläming im Land Brandenburg. Die Kirchengemeinde gehört zum Kirchenkreis Zossen-Fläming der Evangelischen Kirche Berlin-Brandenburg-schlesische Oberlausitz.

## Lage
Die Ließener Dorfstraße führt von Nordwesten kommend in östlicher Richtung durch den Ort. Sie umspannt im östlichen Bereich der Gemarkung den historischen Dorfanger. Dort steht die Kirche auf einem leicht nach Süden ansteigenden Gelände. Das Bauwerk ist nicht eingefriedet.

## Geschichte
Das genaue Baudatum der Kirche ist schon lange bekannt, 1770. Als überliefert gilt auch, dass die Familie von Rochow zu Stülpe das Dorf als Teil ihrer relativ großen Herrschaft bereits im Jahr 1648 übernahm. Möglicherweise gab es zu dieser Zeit bereits einen Vorgängerbau, der im Dreißigjährigen Krieg zerstört wurde.

## Baubeschreibung
Das gesamte Bauwerk ist verputzt, so dass ohne weitere Untersuchungen keine Aussage über das verwendete Baumaterial oder etwaige Baunähte getroffen werden kann. Der Chor ist stark eingezogen und hat einen Fünfachtelschluss. An seinem Chorschluss ist ein kleines, gedrückt-segmentbogenförmiges Fenster.
Das Kirchenschiff hat einen rechteckigen Grundriss. An der Nordseite sind zwei hohe, rundbogenförmige Fenster, deren Laibung aus der Fassade hervortreten. Ebenso sind die Kämpfer sowie der Schlussstein betont. Mittig ist eine gedrückt-segmentbogenförmige Pforte, die von zwei Lisenen umrahmt wird, die einen Mittelrisalit tragen. An der Südseite sind drei gleichartige Fenster, die die Form von der Nordseite aufnehmen. Die Ecken des Kirchenschiffs werden ebenfalls durch profilierte Lisenen betont.
Der Westturm hat einen quadratischen Grundriss und ist gegenüber dem Schiff stark eingezogen. Er kann durch eine vergleichsweise kleine, rechteckige Pforte von Westen her betreten werden. Darüber ist ein dreiecksförmiger Giebel mit einem Ochsenauge im Akroterion. An der Nord- und Südseite sind zwei rechteckige Blenden. Ein Gesims trennt das Turmgeschoss vom Unterbau ab. Dort ist an den drei zugänglichen Seiten je eine profilierte, segmentbogenförmige Klangarkade. An der Ostseite ist eine schmale, querrechteckige Öffnung. Oberhalb folgt eine geschweifte, achteckige Turmhaube, die nach Angaben in einem Kirchenführer als „für die Region ungewöhnlich“ bezeichnet wird. Darüber ist eine Turmkugel und Wetterfahne.

## Ausstattung

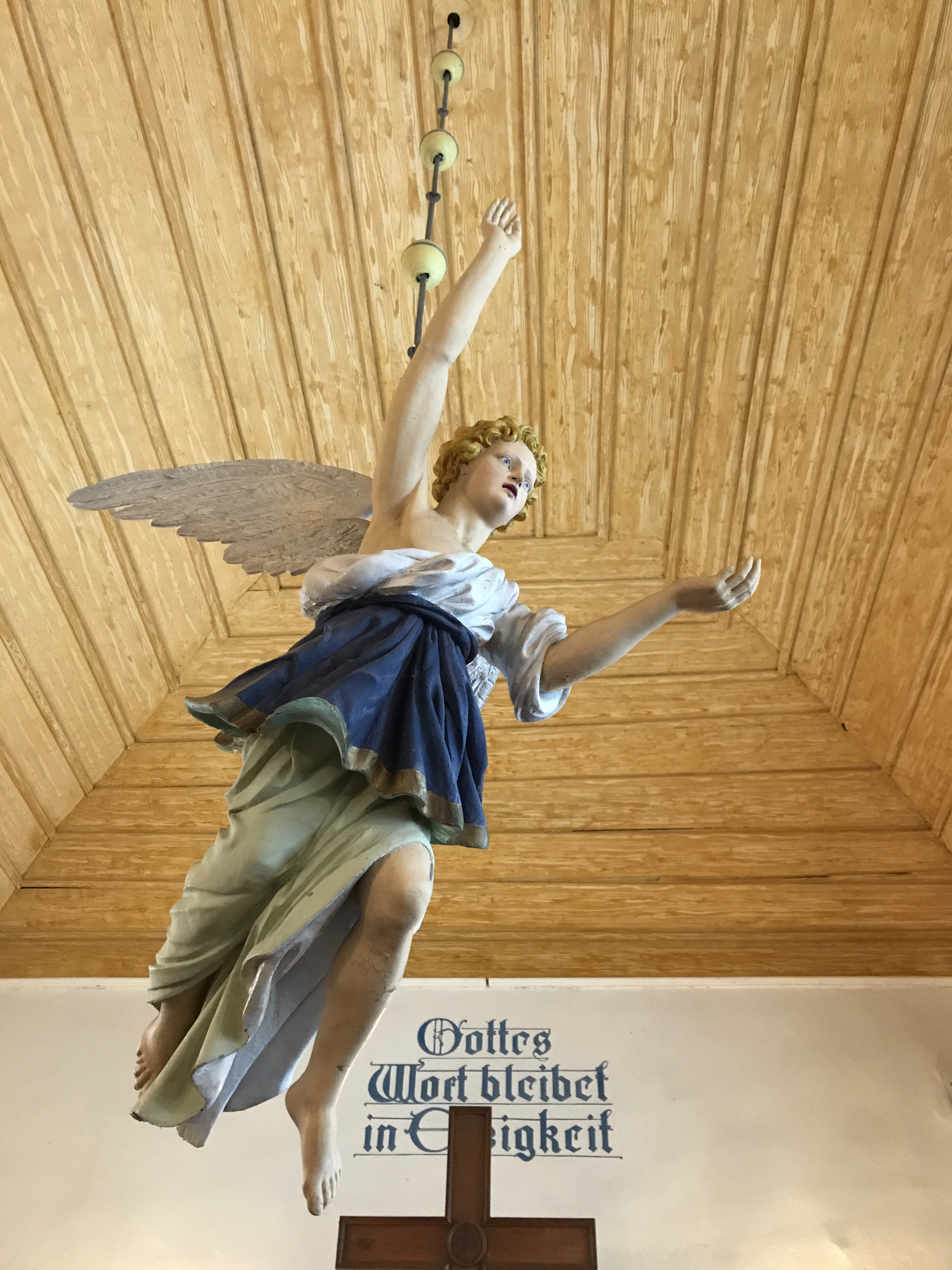
Taufengel

Der hölzerne Altar ist vergleichsweise schlicht und stammt, wie auch das darauf stehende Kruzifix und eine Fünte mit einer Kuppa aus der Bauzeit der Kirche. An der nördlichen Wand des Kirchenschiffs steht die ebenfalls aus Holz gearbeitete Kanzel. Ihre Seiten wie auch der Aufgang sind mit Kassetten verziert. An der östlichen Chorwand ist ein Zitat aus dem 1. Brief des Petrus: „Gottes / Wort bleibt / in Ewigkeit“ (Petr 1,25). An der südlichen Chorwand erinnert ein hölzernes Epitaph an die Gefallenen aus dem Deutsch-Französischen Krieg. Oberhalb der Nordpforte hängt ein Gemälde, das Martin Luther zeigt. Die Westempore wurde ebenfalls aus Holz gearbeitet und ruht auf toskanischen Säulen. Sie ist mit hölzernen Brüstungsfeldern verziert. Mittig ist das Stifterwappen derer von Rochow angebracht, das von zwei seitlich angeordneten Putten begleitet wird. Auf der Empore steht ein Harmonium. Vor dem Altar hängt von dem hölzernen Muldengewölbe ein Taufengel, der aus dem 18. Jahrhunderts stammt. Von der Patronatsfamilie sind mehrfach Ausstattungsgegenstände gespendet worden.
Nordwestlich der Kirche steht ein Denkmal, das an die Gefallenen aus den Weltkriegen erinnert.